# Kaliumniobat
Kaliumniobat ist eine chemische Verbindung aus Kalium, Niob und Sauerstoff die als Einkristall in der Lasertechnik und für nichtlineare optische Systeme verwendet wird.

## Gewinnung und Darstellung
Kaliumniobat-Einkristalle können in Kristallzuchtanlagen aus Schmelzen von Kaliumniobat, die analysentechnisch aus Niob(V)-oxid und Kaliumoxid im leichten Überschuss bestehen, gezüchtet werden. Zuvor wird Kaliumniobat durch zusammenschmelzen von Kaliumcarbonat und Niob(V)-oxid hergestellt. Bei Abkühlung der Einkristalle unter etwa 435 °C findet der Übergang von der kubischen in die ferroelektrische, tetragonale Modifikation statt. Unterhalb von etwa 220 °C liegt stabil die rhombische Struktur mit vielen (12 möglich) unterschiedlichen kristallographischen Orientierungen (Domänen) vor.
{\displaystyle \mathrm {K_{2}CO_{3}+Nb_{2}O_{5}\longrightarrow 2\ KNbO_{3}+CO_{2}\uparrow } }

## Eigenschaften

### Physikalische Eigenschaften
Kaliumniobat-Kristalle besitzen eine ins orthorhombische verzerrte Perowskit-Struktur mit den Gitterparametern a = 569,7 pm, b = 397,1 pm und c = 572,2 pm. Sie haben ferroelektrische Eigenschaften und eine Mohshärte von 5. Kaliumniobat hat den größten nichtlinearen optischen Koeffizienten aller kommerziell verfügbaren anorganischen Kristalle und besitzt eine Doppelbrechung. Aus diesem Grund wird die Verbindung bei Lasern für die Frequenzverdopplung und andere optische Prozesse benutzt. Er ist im Wellenlängenbereich von 400 bis 4500 nm transparent. Sein Brechungsindex ist abhängig von der Wellenlänge und der Lichteinfallsrichtung in den Kristall und beträgt ≈2,2 (2,12 bei 1064 nm in x-Richtung und 2,38 bei 532 nm in z-Richtung). Da er seine Kristallstruktur bei −50 °C, 200 °C und 430 °C ändert, muss der Kristall für optische Einsatzzwecke im Temperaturbereich zwischen −40 und +200 °C gehalten werden. Zusätzlich tritt bei dem Kristall ein piezoelektrischer Effekt auf, wodurch er als Ultraschallquelle genutzt werden kann.

## Verwendung
Einkristalline Nanodrähte aus Kaliumniobat werden in der Nahfeldmikroskopie als Beleuchtungsquelle (erzeugt durch Frequenzverdopplung aus infrarotem in grünes Licht) verwendet. In der Lasertechnik und nichtlinearen Optik wird Kaliumniobat zum Beispiel zur Frequenzverdopplung, als Medium für optisch-parametrische Oszillatoren und anderes verwendet. In der Akustik wird es als Ultraschallquelle verwendet.